# Prieuré Saint-Jean-l'Evangéliste de Fontaine
Pour les articles homonymes, voir Prieuré Saint-Jean.
Ce prieuré Saint-Jean-l'Évangéliste était un prieuré situé au village de Fontaine, sur la commune du Bernard, en Vendée. Actuellement, il ne reste que la chapelle faisant partie de la grange du prieuré, qui peut être louée pour des mariages et banquets.

## Histoire
Le prieuré fut élevé dans la deuxième moitié du XIe siècle, alors qu'en 1050, le comte de Talmont Guillaume "le Jeune" fait don des terres de Fontaine, que son père le duc d'Aquitaine possédait, aux moines de Marmoutiers. Ces moines, de l'ordre des Prémontés de Saint-Martin-de-Tours, y édifient alors le prieuré. Rapidement, un litige de propriété opposa le prieur de Fontaine, celui d'Angles et celui de Talmont. Un duel au bâton les départagea, à Moutiers-les-Mauxfaits, le prieur de Fontaine obtint gain de cause.